# بناقنثة لاسعة
بَناقَنْثَة لاسعة أو بناكس لاسع أو جنسن لاسع (الاسم العلمي Eleutherococcus senticosus)، جنبة من فصيلة أرالية فروعها جالسة كثيفة الكساء بشوك دقيق. أوراقها من 3 أو 5 وريقات مُعنقة، إهليلجية أو بيضية مُتطاولة مُستدقة الطرف، واضحة الشكل المنشاري فاتحة اللون الأخضر وهي فتية، مزودة بأوبار بُنية اللون على عروق الصفحة السفلى وبأوبار متفرقة على الصفحة العليا. أزهارها في خَيْمات طويلة السويقات على أطراف الفروع. مهدها منشوريا وشمال الصين.